# 徳島県立小松島高等学校

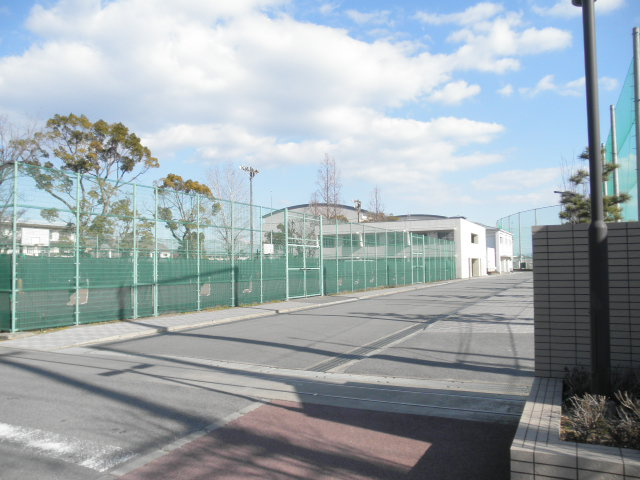
正門

徳島県立小松島高等学校（とくしまけんりつこまつしまこうとうがっこう）は徳島県小松島市日開野町に所在する公立の高等学校。略称は松高。

## 設置学科
- 普通科

## 沿革
- 1931年 - 徳島県立小松島高等女学校として開校。
- 1934年 - 小松島町立小松島実業学校開校。
- 1944年 - 徳島県立小松島農学校と改正。
- 1948年 - 学制改革により徳島県小松島高等学校、徳島県小松島農業高等学校とそれぞれ改称。
- 1949年 - 高等学校統合再編成により、徳島県立小松島高等学校（全日制、定時制）設置。
- 1951年 - 定時制課程は分離独立。
- 1956年 - 徳島県立小松島高等学校と改称。
- 1972年 - 創立40周年、校舎改築記念式典挙行。
- 1981年 - 創立50周年記念式典挙行、同窓会館完成。
- 1994年 - クラブハウス竣工。
- 1996年 - 創立65周年記念「北緯34度通過地点」石碑建立。
- 2001年 - 創立70周年記念事業。
- 2003年 - 新校舎へ移転。
- 2020年 - 創立90周年を迎える。2019新型コロナウイルス流行の影響で戦後最長の臨時休業を行う。

## 部活動
- 体育部
  - 硬式野球、サッカー、新体操、ソフトテニス、テニス、ソフトボール、卓球、バスケット、バドミントン、バレーボール、ライフル、陸上競技
  - 野球部の甲子園での戦績については全国高等学校野球選手権大会 (徳島県勢)及び選抜高等学校野球大会 (徳島県勢)を参照。

- 文化部
  - 吹奏楽、筝曲、茶道、JRC、写真、書道、人権、文芸、美術・創画、放送・演劇、科学研究(同好会)、小松島歴史クラブ

## 著名な出身者
- クーニン（YouTuber）
- 林祐征（サッカー選手）
- 増田大輝（プロ野球選手）
- 山下敏和（ライフル射撃選手）
- 稲岡美千代 （走り高跳び日本選手権二回優勝・日本記録保持者）
- 豊田清（プロボウラー、元歌手）